# 654 Зелінда
654 Зелінда (654 Zelinda) — астероїд головного поясу, відкритий 4 січня 1908 року.
Тіссеранів параметр щодо Юпітера — 3,494.